# Il processo ai Chicago 7
Il processo ai Chicago 7 (The Trial of the Chicago 7) è un film del 2020 scritto e diretto da Aaron Sorkin.
La pellicola narra del processo ai cosiddetti Chicago Seven, un gruppo di attivisti contro la guerra del Vietnam accusati di aver cospirato per causare lo scontro tra manifestanti e Guardia Nazionale avvenuto il 28 agosto 1968 a Chicago in occasione delle proteste al convegno del Partito Democratico.

## Trama
Nell'agosto 1968 Abbie Hoffman, Jerry Rubin, Tom Hayden, Rennie Davis, David Dellinger, Lee Weiner, John Froines e Bobby Seale si preparano a protestare al convegno nazionale del Partito Democratico di Chicago. Cinque mesi dopo, tutti e otto vengono arrestati e accusati di aver incitato alla rivolta. John N. Mitchell, il procuratore generale, nomina Tom Foran e Richard Schultz come procuratori, mentre tutti gli imputati, tranne Seale, sono rappresentati da William Kunstler e Leonard Weinglass. L'avvocato di Seale non può partecipare poiché è ricoverato in ospedale, il che porta il giudice Julius Hoffman a insistere che Kunstler rappresenti tutti e otto gli imputati, proposta che viene ripetutamente respinta sia da Kunstler che da Seale. Il giudice mostra un significativo pregiudizio a favore dell'accusa e inizia a rimuovere i giurati sospettati di simpatizzare con gli imputati, accusando inoltre gli imputati e i loro avvocati di molteplici oltraggi alla corte. Al processo vengono chiamati a testimoniare numerosi agenti di polizia locale sotto copertura e vari agenti dell'FBI.

## Produzione

### Sviluppo
Nel 2006 Steven Spielberg ha incontrato Aaron Sorkin per commissionargli una sceneggiatura per un film che sperava di dirigere sulla vicenda dei Chicago Seven, della quale Sorkin allora non era a conoscenza. Spielberg ne ha supervisionato la stesura assieme ai produttori Walter F. Parkes e Laurie MacDonald, con l'intenzione di farlo uscire prima delle elezioni presidenziali del 2008. Il film è stato annunciato ufficialmente nel luglio 2007 come parte di un contratto di tre film che Sorkin avrebbe dovuto scrivere per la DreamWorks. A dicembre Sacha Baron Cohen è entrato nel cast nel ruolo di Abbie Hoffman. Il mese seguente Will Smith è entrato in trattative per interpretare Bobby Seale, mentre Spielberg pianificava di offrire la parte di Tom Hayden a Heath Ledger. Nel febbraio 2008, tuttavia, la produzione del film è stata sospesa per timore di uno sciopero da parte della Screen Actors Guild simile a quello degli sceneggiatori della Writers Guild of America, cominciato nel novembre 2007 e terminato da poco.
Mentre Sorkin continuava a lavorare alla sceneggiatura e Spielberg era alla ricerca di un cast di attori meno conosciuti per tenere basso il budget, la produzione ha continuato a slittare e il regista ha abbandonato il film in favore di altri progetti. Negli anni seguenti Paul Greengrass, Ben Stiller, Peter Berg e Gary Ross si sono susseguiti alla regia del film senza che questo riuscisse mai ad uscire dal development hell a causa del budget richiesto, ritenuto impossibile da recuperare al botteghino con un film del genere. Nel frattempo Sorkin ha provato, senza successo, a trasformare la sceneggiatura inutilizzata in una pièce teatrale.
In seguito al risultato elezioni presidenziali del 2016 e al successo al botteghino dell'esordio alla regia di Sorkin Molly's Game (2017), Spielberg ha deciso che i tempi fossero maturi per riesumare il progetto. Il film è stato annunciato ufficialmente nell'ottobre 2018 con Sorkin alla regia, mentre Spielberg è rimasto coinvolto nella produzione «in un ruolo emerito [...] elargendomi consigli in materia di sceneggiatura, casting e montaggio preliminare», nonché presenziando talvolta alle riprese. Due mesi dopo, la produzione del film è stata nuovamente sospesa a causa di nuove incertezze sul budget, riprendendo poi nel febbraio 2019 in seguito alle prime offerte sulla distribuzione, che la Paramount Pictures si è aggiudicata nell'agosto 2019.

### Casting
Nell'ottobre 2018 Baron Cohen è stato il primo attore ad unirsi al cast, riprendendo lo stesso ruolo che aveva nel progetto del 2007, mentre Eddie Redmayne è entrato in trattative per quello di Hayden. Nel novembre dello stesso anno Jonathan Majors è entrato in trattative per interpretare Seale. Nel febbraio 2019 Redmayne, Majors, Seth Rogen, Joseph Gordon-Levitt e Alex Sharp si sono uniti al cast, mentre Michael Keaton è entrato in trattative per una parte. Ad agosto Frank Langella e Mark Rylance si sono uniti al cast, mentre a settembre dello stesso anno Jeremy Strong ha sostituito Rogen nel ruolo di Jerry Rubin. Ad ottobre, Yahya Abdul-Mateen II ha rimpiazzato Majors, mentre Keaton, Kelvin Harrison Jr., William Hurt, J. C. MacKenzie, Thomas Middleditch e Max Adler si sono uniti al cast.

### Riprese
Le riprese del film sono cominciate nell'ottobre 2019 e si sono tenute a Chicago e nel New Jersey (a Paterson, Hoboken e nella Contea di Morris).
Il budget del film è stato di 35 milioni di dollari, di cui 11 milioni per il cast.

## Promozione
Il primo trailer del film è stato diffuso il 13 settembre 2020.

## Distribuzione
Originariamente, Paramount Pictures avrebbe dovuto distribuire il film nelle sale cinematografiche statunitensi, in maniera limitata a partire dal 25 settembre 2020 ed ampia dal 16 ottobre seguente. In seguito alla chiusura temporanea delle sale a causa della pandemia di COVID-19 negli Stati Uniti, il film è stato acquistato da Netflix nel giugno 2020 per 56 milioni di dollari.
Netflix ha distribuito limitatamente il film in cento sale cinematografiche statunitensi a partire dal 25 settembre 2020, mentre in Italia è stato distribuito in sala da Lucky Red dal 30 settembre. Dopo i passaggi nelle sale cinematografiche, la pellicola è stata distribuita a livello globale sulla piattaforma streaming a partire dal 16 ottobre 2020.

## Accoglienza

### Critica
Sull'aggregatore Rotten Tomatoes il film riceve un punteggio dell'89% con un voto medio di 7,80 sulla base di 347 recensioni, mentre su Metacritic ottiene un punteggio di 76 su 100 basato su 49 critiche.
Richard Roeper, critico del Chicago Sun-Times, ha dato al film quattro stelle su quattro, aggiungendo che il film è uno dei migliori dell'anno; Owen Gleiberman di Variety ha elogiato le performance di Sacha Baron Cohen ed Eddie Redmayne e la struttura del film scelta da Aaron Sorkin; John DeFore del The Hollywood Reporter ha promosso il film descrivendolo come "avvincente, illuminante, tagliente ed erudito"; Eric Kohn di IndieWire.com ha dato al film una B ed ha elogiato Sacha Baron Cohen, capace di "rubare la scena".

## Riconoscimenti
- 2021 - Premio Oscar[40]
  - Candidatura per il miglior film
  - Candidatura per il miglior attore non protagonista a Sacha Baron Cohen
  - Candidatura per la migliore sceneggiatura originale ad Aaron Sorkin
  - Candidatura per la migliore fotografia a Phedon Papamichael
  - Candidatura per il miglior montaggio ad Alan Baumgarten
  - Candidatura per la migliore canzone per Hear My Voice (musiche di Daniel Pemberton, testo di Daniel Pemberton e Celeste Waite)
- 2021 - Golden Globe[41][42]
  - Migliore sceneggiatura ad Aaron Sorkin
  - Candidatura per il miglior film drammatico
  - Candidatura per il miglior regista ad Aaron Sorkin
  - Candidatura per il migliore attore non protagonista a Sacha Baron Cohen
  - Candidatura per la migliore canzone originale a Daniel Pemberton e Celeste (per Hear My Voice)
- 2020 - Chicago Film Critics Association Awards[43]
  - Candidatura per la migliore sceneggiatura originale ad Aaron Sorkin
  - Candidatura per il miglior montaggio ad Alan Baumgarten
- 2020 - Chicago Indie Critics Awards[44]
  - Miglior sceneggiatura originale ad Aaron Sorkin
  - Miglior montaggio ad Alan Baumgarten
  - Candidatura per il miglior film con budget superiore ai 20 milioni di dollari
  - Candidatura per il miglior attore non protagonista a Sacha Baron Cohen
  - Candidatura per il miglior attore non protagonista a Frank Langella
  - Candidatura per il miglior attore non protagonista a Yahya Abdul-Mateen II
  - Candidatura per il miglior cast
- 2020 - North Texas Film Critics Association[45]
  - Miglior attore non protagonista a Sacha Baron Cohen
  - Miglior cast
- 2021 - ACE Awards[46]
  - Miglior montaggio in un film drammatico ad Alan Baumgarten
- 2021 - American Film Institute[47]
  - Migliori dieci film dell'anno
- 2021 - American Society of Cinematographers[48]
  - Candidatura per la miglior fotografia in un lungometraggio a Phedon Papamichael
- 2021 - Art Directors Guild[49]
  - Candidatura per la migliore scenografia in un film d'epoca a Shane Valentino
- 2021 - British Academy Film Awards[50]
  - Candidatura per il miglior film
  - Candidatura per la miglior sceneggiatura originale ad Aaron Sorkin
  - Candidatura per il miglior montaggio ad Alan Baumgarten
- 2021 - Capri, Hollywood - The International Film Festival[51]
  - Miglior film
  - Miglior attore non protagonista a Sacha Baron Cohen
- 2021 - Cinema Audio Society Awards[52]
  - Candidatura per il miglior missaggio sonoro in un film live action
- 2021 - Critics' Choice Awards[53][54]
  - Miglior cast corale
  - Miglior montaggio ad Alan Baumgarten
  - Candidatura per il miglior film
  - Candidatura per il miglior attore non protagonista a Sacha Baron Cohen
  - Candidatura per il miglior regista ad Aaron Sorkin
  - Candidatura per la miglior sceneggiatura originale ad Aaron Sorkin
- 2021 - Directors Guild of America Award[55]
  - Candidatura per la miglior regia in un lungometraggio ad Aaron Sorkin
- 2021 - Golden Reel Awards[46]
  - Miglior montaggio sonoro nei dialoghi a Renee Tondelli, Michael Hertlein, Jeena Schoenke e Jon Michaels
- 2021 - London Critics Circle Film Awards[56]
  - Candidatura per il miglior sceneggiatore dell'anno ad Aaron Sorkin
  - Candidatura per il miglior attore non protagonista dell'anno a Sacha Baron Cohen
  - Candidatura per il miglior attore britannico dell'anno a Sacha Baron Cohen
- 2021 - MTV Movie & TV Awards[57]
  - Candidatura per la miglior performance in un film a Sacha Baron Cohen
- 2021 - Producers Guild of America Awards[58]
  - Candidatura per il Darryl F. Zanuck Award al miglior film
- 2021 - San Diego Film Critics Society Awards[59]
  - Candidatura per il miglior regista ad Aaron Sorkin
  - Candidatura per il miglior attore non protagonista a Sacha Baron Cohen
  - Candidatura per il miglior attore non protagonista a Frank Langella
  - Candidatura per la migliore sceneggiatura originale ad Aaron Sorkin
  - Candidatura per il miglior montaggio ad Alan Baumgarten
  - Candidatura per la migliore scenografia a Shane Valentino
  - Candidatura per il miglior cast
- 2021 - Satellite Awards[60][61]
  - Miglior cast cinematografico
  - Miglior montaggio a Alan Baumgarten
  - Candidatura per il miglior film drammatico
  - Candidatura per il miglior regista ad Aaron Sorkin
  - Candidatura per il miglior attore non protagonista a Sacha Baron Cohen
  - Candidatura per la migliore sceneggiatura originale ad Aaron Sorkin
  - Candidatura per la miglior canzone originale (per Hear My Voice)
- 2021 - Screen Actors Guild Award[62][63]
  - Miglior cast cinematografico
  - Candidatura per il migliore attore non protagonista a Sacha Baron Cohen
  - Candidatura per le migliori controfigure cinematografiche
- 2021 - Washington D.C. Area Film Critics Association[64]
  - Candidatura per il miglior attore non protagonista a Sacha Baron Cohen
  - Candidatura per il miglior cast
  - Candidatura per la migliore sceneggiatura originale ad Aaron Sorkin
  - Candidatura per il miglior montaggio a Alan Baumgarten
- 2021 - Writers Guild of America Award[65]
  - Candidatura per la miglior sceneggiatura originale ad Aaron Sorkin